# マルティン・オルソン
マルティン・オルソン（Martin Tony Waikwa Olsson, 1988年5月17日 - ）は、スウェーデン・イェヴレ出身のサッカー選手。マルメFF所属。ポジションはディフェンダー。スウェーデン代表。
双子のマルクスも同じくスウェーデン代表のサッカー選手。また、姉ジェシカ（Jessica）が結婚したことから、ドイツ代表やNBAのダラス・マーベリックスで活躍したバスケットボール選手のダーク・ノヴィツキーを義理の兄に持つ。

## 経歴

### クラブ

#### ヘーガボリス
ケニア出身の母親とスウェーデン人の父親の下で生まれたオルソンは、かつてスウェーデン代表で活躍したヘンリク・ラーションが在籍したスウェーデンのヘーガボリスBKでキャリアを始め、下部組織に2005-06シーズンまで所属した。オルソンの才能は、すぐさまヨーロッパの各クラブの注目を集め、2006年1月にイングランド1部のブラックバーン・ローヴァーズFCの下部組織に入団した。

#### ブラックバーン
2007-08シーズン
2007-08シーズンのUEFAカップ 2007-08予選フィンランド1部のミリコスケン・パロ47戦でスティーヴン・ウォーノックと交代出場で公式戦初出場を果たし、2007年12月30日のダービー・カウンティFC戦（アウェイ2-1勝利）で84分にモアテン・ガムスト・ペデルセンと交代出場でリーグ戦初出場を記録。同シーズンにクラブの最優秀若手選手に選出され、2008年5月には契約を2012年夏までの4年延長している。
2008-09シーズン
2シーズン目は、2008年9月24日にエヴァートンFCとのフットボールリーグカップ再試合（1-0勝利）で決勝点にしてブラックバーンでの初得点を記録。同年11月23日のトッテナム・ホットスパーFC戦で相手のアーロン・レノンに対してのタックルで2枚目のイエローカードが提示されキャリア初の退場処分を提示された。
2009-10シーズン
3シーズン目は、2009年2月10日のハル・シティAFC戦（ホーム1-0勝利）でリーグ初得点を記録。2010年1月20日にフットボールリーグカップ準決勝のアストン・ヴィラFC戦（アウェイ4-6敗北）で63分に見事なオーバーヘッドキックで得点を挙げ、この得点は後にファンが選定するクラブの最優秀得点賞に選出された。同年3月24日のバーミンガム・シティFC戦（ホーム2-1勝利）でリーグ出場25試合目を達成し、公式戦通算出場40試合目となった2010年3月28日のバーンリーFCとのイーストランカシャーダービー（アウェイ1-0勝利）で、オルソンは相手GKのブライアン・イェンセンに倒されPKを獲得し、これをデヴィッド・ダンが決め勝利した。しかし、このPKがダイヴによるものと議論を呼び、翌日にオルソン自身が認めたことにより叩かれたが、これに対し、クラブのサム・アラダイス監督はマン・オブ・ザ・マッチに値する活躍を見せたと擁護した。同シーズン終了後の6月19日にクラブと契約を5年延長した。
2010-11シーズン
2010-11シーズン開始時にプレシーズンの大半で着用していた背番号3がアラダイス監督から与えられ、8月14日のエヴァートンとの開幕戦（アウェイ1-0勝利）で左SHとして90分フル出場した。2011年1月5日のリヴァプールFC戦（ホーム3-1勝利）で32分にシーズン初得点を挙げ、4月30日に地元のライバルのボルトン・ワンダラーズFC戦で20分に左足で通算2得点目を挙げた。左SBとしてフル出場した2月12日のニューカッスル・ユナイテッドFC戦（0-0）でリーグ出場50試合目を達成。5月22日のウルヴァーハンプトン・ワンダラーズFC戦（アウェイ3-2勝利）でフル出場し、シーズン最終節を勝利で飾った。同シーズンは公式戦で32試合2得点を記録した。
2011-12シーズン
5シーズン目のクラブは、CBに怪我人が続出したことで左SBでレギュラーを務めてきたガエル・ジヴェが中央で起用されることが増加し、それに伴いオルソンは左SBでの出場が増加していくことになり、開幕戦は左SBを任された。9月14日のアーセナルFC戦（4-3勝利）では、ハーフウェーラインからバイラインまで突破後に味方へボールを折り返す際のクロスが相手DFのローラン・コシールニーに触れアーセナル側のオウンゴール、つまりオルソンのアシストとなった。UEFA EURO 2012終了後の第1戦のクイーンズ・パーク・レンジャーズFC戦（アウェイ1-1）で左SHとして出場し、代表での疲れを見せないパフォーマンスを披露した。このシーズンは公式戦で31試合に出場したが、クラブは勝ち点31の19位でシーズンを終え、2部への降格が決定した。
2012-13シーズン
プレシーズンで軽傷したため出遅れ、8月28日のリーグカップ2回戦ミルトン・キーンズ・ドンズFC戦（アウェイ1-2敗北）で復帰し、ベンチ入りをしたが出番はなかった。

#### ノリッジ・シティ
2013-14シーズン
2013年7月、ノリッジ・シティFCへ完全移籍。

#### スウォンジー
2017年1月17日、スウォンジー・シティAFCと2年契約を結び、2月12日のレスター・シティFC戦で移籍後初得点を記録した。

#### ヘルシンボリ
2020年4月1日、ヘルシンボリIFと2019-20シーズン終了までの短期契約を結んだが、2019新型コロナウイルスの影響によるクラブの財政危機のため、給料無しの契約である。

#### ヘッケン
2021年、BKヘッケンに移籍した。

#### マルメ
2021年8月12日、マルメFFに移籍した。

### 代表

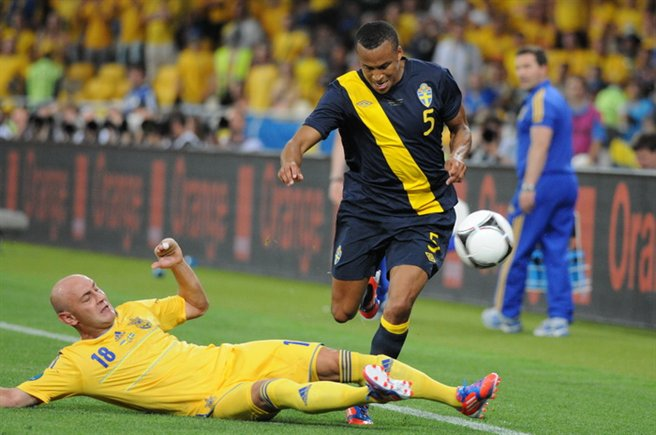
UEFA EURO 2012のウクライナ戦でスウェーデン代表としてプレーするオルソン（右）。

U-18代表を経て、U-21代表として自国で開催されたUEFA U-21欧州選手権2009に参加し、マルクス・ベリ、ヨハン・ダーリン、ミカエル・ルスティグ、オラ・トイヴォネンらと共に中心選手として準決勝進出に貢献した。
2010年5月29日のボスニア・ヘルツェゴビナ戦と6月2日のベラルーシ戦へ向けてA代表に初招集され、ボスニア・ヘルツェゴビナ戦（4-2勝利）で代表初出場すると、途中出場から僅か2分後の68分に至近距離から初得点を挙げ、82分にマルクス・ベリからのパスで2得点目を挙げる活躍を見せた。初公式戦となった2011年9月6日のサンマリノ戦（5-0勝利）は、左SBで先発出場し81分にズラタン・イブラヒモヴィッチのリバースパスから代表3得点目を記録。2012年5月のUEFA EURO 2012のメンバー入りを果たし背番号5が与えられ、同大会の直前に行われたセルビアとの親善試合（2-0勝利）に左SBでフル出場した。

## 個人成績
| クラブ                       | シーズン | リーグ             | リーグ | リーグ | FAカップ | FAカップ | リーグカップ | リーグカップ | その他 | その他 | 合計 | 合計 |
| クラブ                       | シーズン | リーグ             | 出場   | 得点   | 出場     | 得点     | 出場         | 得点         | 出場   | 得点   | 出場 | 得点 |
| ---------------------------- | -------- | ------------------ | ------ | ------ | -------- | -------- | ------------ | ------------ | ------ | ------ | ---- | ---- |
| ブラックバーン・ローヴァーズ | 2007-08  | プレミアリーグ     | 2      | 0      | 0        | 0        | 1            | 0            | 1      | 0      | 4    | 0    |
| ブラックバーン・ローヴァーズ | 2008-09  | プレミアリーグ     | 9      | 0      | 3        | 0        | 3            | 1            | 0      | 0      | 15   | 1    |
| ブラックバーン・ローヴァーズ | 2009-10  | プレミアリーグ     | 21     | 0      | 1        | 0        | 5            | 1            | 0      | 0      | 27   | 1    |
| ブラックバーン・ローヴァーズ | 2010-11  | プレミアリーグ     | 29     | 2      | 1        | 0        | 2            | 0            | 0      | 0      | 32   | 2    |
| ブラックバーン・ローヴァーズ | 2011-12  | プレミアリーグ     | 27     | 0      | 1        | 0        | 3            | 0            | 0      | 0      | 31   | 0    |
| ブラックバーン・ローヴァーズ | 2012-13  | チャンピオンシップ | 29     | 0      | 4        | 0        | 0            | 0            | 0      | 0      | 33   | 0    |
| ノリッジ・シティ             | 2013-14  | プレミアリーグ     | 34     | 0      | 1        | 0        | 2            | 1            | 0      | 0      | 37   | 1    |
| ノリッジ・シティ             | 2014-15  | チャンピオンシップ | 45     | 1      | 0        | 0        | 0            | 0            | 0      | 0      | 45   | 1    |

## 代表歴

### 出場大会
- スウェーデン代表
  - 2018 FIFAワールドカップ

### 試合数
- 国際Aマッチ 56試合 5得点（2010年-）[23]

| スウェーデン代表 | 国際Aマッチ | 国際Aマッチ |
| 年               | 出場        | 得点        |
| ---------------- | ----------- | ----------- |
| 2010             | 1           | 2           |
| 2011             | 6           | 2           |
| 2012             | 7           | 0           |
| 2013             | 8           | 1           |
| 2014             | 4           | 0           |
| 2015             | 7           | 0           |
| 2016             | 7           | 0           |
| 2017             | 1           | 0           |
| 2018             | 7           | 0           |
| 2019             | 0           | 0           |
| 2020             | 3           | 0           |
| 2021             | 3           | 0           |
| 2022             | 1           | 0           |
| 2023             | 1           | 0           |
| 通算             | 56          | 5           |